# 二階堂行頼
二階堂 行頼（にかいどう ゆきより）は、鎌倉時代中期の御家人。鎌倉幕府政所執事。

## 生涯
寛喜2年（1230年）、二階堂行泰の子として生まれる。文応元年（1260年）従五位下、加賀守に補任され、弘長2年（1262年）父より政所執事を承継するが、翌3年（1263年）に没した。
同時期に、二階堂七郎左衛門尉行頼（二階堂出羽守行義の子）がいる。